# ツルラン

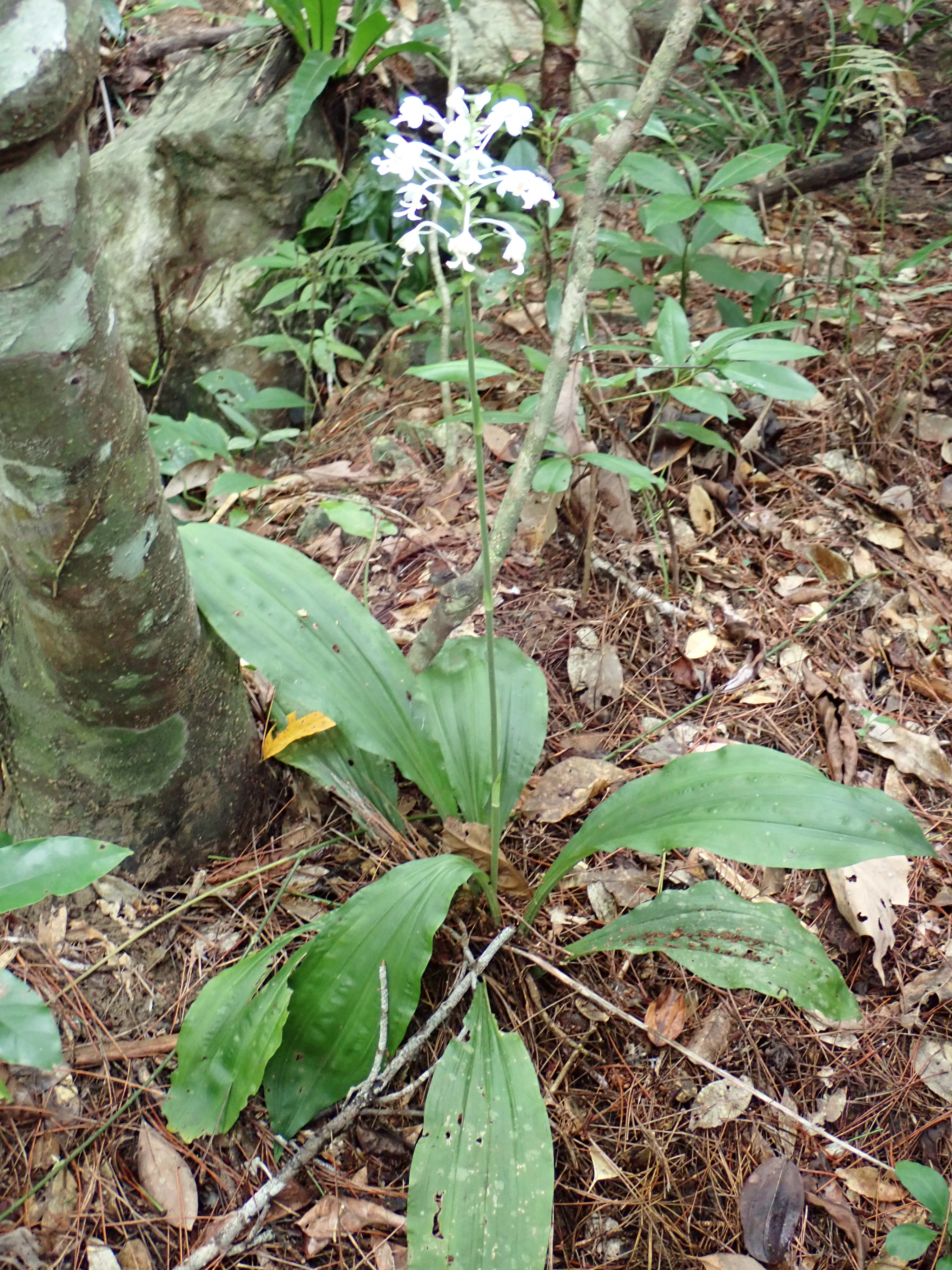
樹下に生育

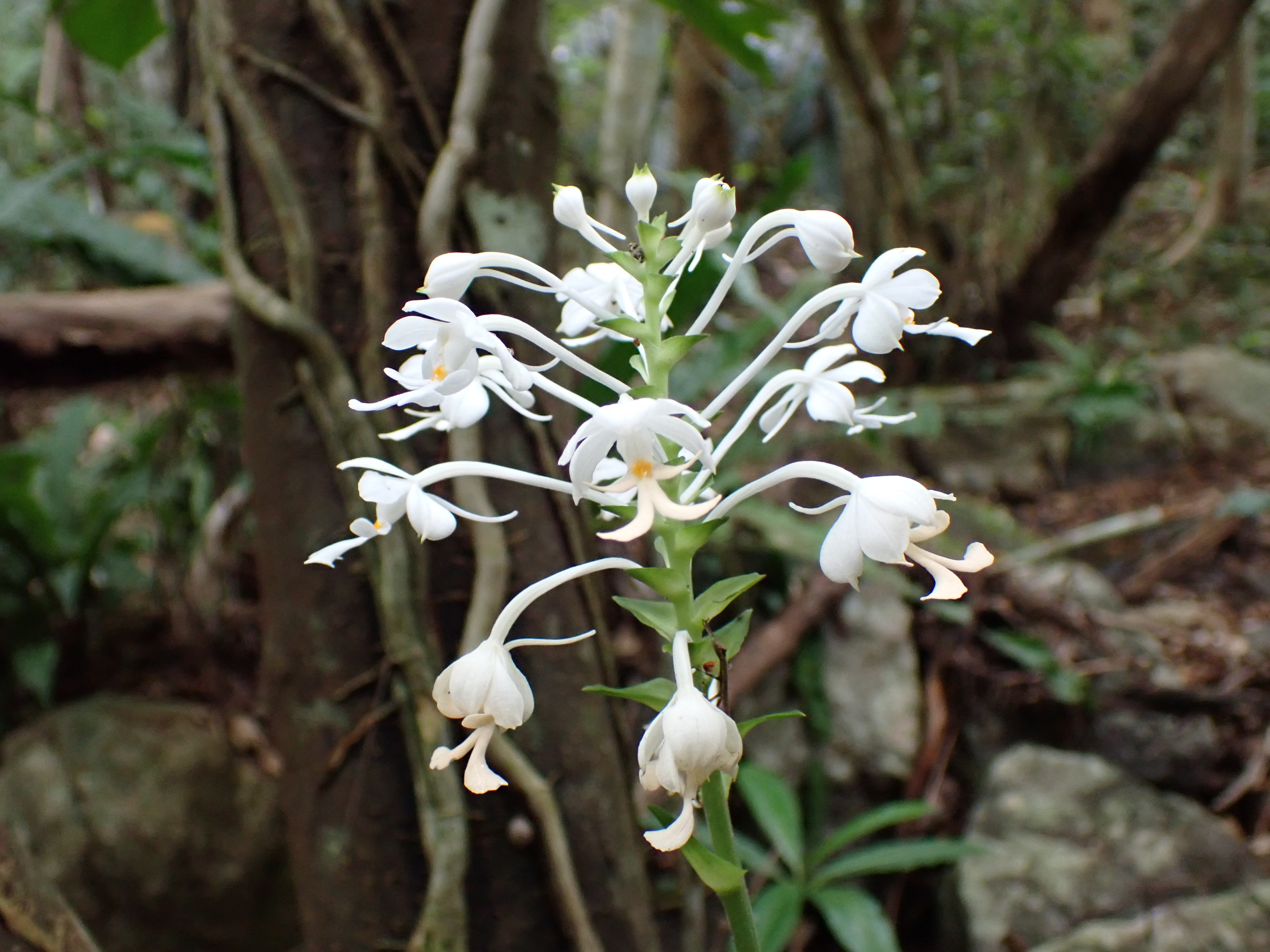
総状花序

ツルラン（鶴蘭、別名　カラン、学名：Calanthe triplicata）は、ラン科エビネ属の多年生の地生ラン。環境省および沖縄県の絶滅危惧II類（VU）に指定されている。

## 特徴
高さ40–80 cm。葉は大型で縦じわが著しく、長さ20–80 cm、幅8–15 cmの倒卵状長楕円形で先は尖り、脚部は次第に狭くなり10 cmほどの葉柄につづく。葉の間から数個の葉状鱗片を互生させる花茎を出し、10 cmほどの総状花序をつける。花は白色で唇弁は大の字に裂ける。唇弁基部に黄～赤色の3条の隆起が目立つ。日本における開花期は6–10月。

## 分布と生育環境
九州南部～南西諸島、台湾、中国南部～亜熱帯・熱帯アジア・オセアニアに広く分布し、常緑広葉樹林下に生育する。かつては普通にみられる種であったが、近年は乱獲により激減し、ほとんど見られなくなった。